# Pedicularideae
Pedicularideae je tribus volovotkovki, dio reda medićolike (Lamiales). Postoji 21 rod čije vrste su prisutne po svim kontinentima osim Australije. Najrasprostranjeniji je rod Pedicularis ili ušljivac.
Gerardia Benth. je sinonm za Agalinis Raf.

## Rodovi
1. Pedicularis L. (666 spp.)
2. Orthocarpus Nutt. (10 spp.)
3. Cordylanthus Nutt. ex Benth. (13 spp.)
4. Dicranostegia (A. Gray) Pennell (1 sp.)
5. Chloropyron Behr (4 spp.)
6. Triphysaria Fisch. & C. A. Mey. (6 spp.)
7. Castilleja L. fil. (211 spp.)
8. Phtheirospermum Bunge (1 sp.)
9. Lamourouxia Kunth (29 spp.)
10. Leptorhabdos Schrenk (1 sp.)
11. Brachystigma Pennell (1 sp.)
12. Esterhazya J. C. Mikan (6 spp.)
13. Agalinis Raf. (67 spp.)
14. Clevelandia Greene (1 sp.)
15. Seymeria Pursh (21 spp.)
16. Macranthera Torr. ex Benth. (1 sp.)
17. Dasistoma Raf. (1 sp.)
18. Aureolaria Raf. (8 spp.)
19. Silviella Pennell (2 spp.)
20. Seymeriopsis Tzvelev (1 sp.)
21. Omphalothrix Maxim. (1 sp.)

## Sinonimi
- Pedicularidaceae Juss.